# Ilbono
Ilbono (Irbono in sardo) è un comune italiano di 1 967 abitanti della provincia dell'Ogliastra che si trova a 400 metri sul livello del mare.

## Origini del nome
Data l'estrema conservatività che la Sardegna manifesta anche nel campo della lingua, molto spesso un solo fonema finale, vocale o consonante, può costituire un'ottima spia per intravedere se un certo toponimo sardo sia di origine latina oppure di origine pre-latina, cioè protosarda.
Per esempio la "esse" finale in toponimi sardi ci indica che sono molto probabilmente di origine latina, come Austis, Cabras, Calangianus ecc. Invece la "O" finale in toponimi sardi predispone a una loro dichiarazione nuragica come Bonnanaro, Bono, Desulo, Mogoro, Orgosolo, Osilo, Sìligo, Sorgono ecc. Nel toponimo ogliastrino Ilbono, pronunciato nel dialetto locale e dei dintorni, Irvono e anticamente Irbono, già la "O" finale costituisce una spia circa la sua lontana origine nuragica. Ma qualcosa di importante ci assicura che effettivamente questo toponimo è di origine nuragica: la sua connessione con un appellativo sardo che è di quasi matrice nuragica, il nome cinghiale "silvone, sirvone, sirbone". La caduta della esse iniziale del toponimo è effetto di un fenomeno fonetico, che è comune in molte lingue che possiedono gli articoli: la deglutizione del supposto articolo determinativo "Su" e la sua successiva caduta. In origine dunque il toponimo sarà stato "Silvono" e "Silbono", dopo sarà stato interpretato come "s'Ilbono", cioè "su Ilbono". Tale confusione sarà stata favorita dalla già analizzata "O" finale, la quale era differente dalla più comune "E" di Silbone.
Ilbono, dunque, trae molto probabilmente la sua denominazione dalla circostanza che in epoca assai antica la zona sarà stata particolarmente ricca di cinghiali. La matrice nuragica di questo toponimo è confermata dall'esistenza, nell'agro di Ilbono, di nove nuraghi secondo Emanuele Melis, e ben 14 secondo Vittorio Angius (Casalis Dizionario s.v.). Secondo altri studiosi in nome Ilbono deriva da "Bun", altezza - elevazione; secondo altri ancora, deriverebbe da Iliesi-Ilienses che, furono popoli vissuti nei monti della Barbagia.

## Storia

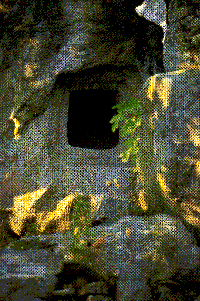
La domu de janas di Perda Carcina

- Il paleolitico in Ogliastra (20.000 - 7.000 a.C.)

Le prime testimonianze della presenza dell'uomo in Sardegna risalgono al paleolitico inferiore, rinvenuto per la prima volta negli anni ottanta nel territorio di comuni dell'Anglona. Non esistono documentazioni certe riguardo all'esistenza umana nel paleolitico in Ogliastra, ma alcune caverne di tale periodo fanno pensare alla sua presenza.
- Il neolitico e le sue testimonianze (dal 6.000 - 1.800 a.C.)

Per quanto concerne il periodo prenuragico, allo stato attuale sembrano mancare nel territorio di Ilbono tracce riferibili alle culture più antiche del neolitico. Largamente attestato è invece l'orizzonte cronologico del neolitico recente o finale, che comprende l'intero III millennio a.C.; sono stati ricondotti a questo periodo vasti complessi archeologici, aree con elementi di cultura materiale, aspetti della religione megalitica che si manifesta con elementi diversi: Domus de Janas e menhir.
- Il nuragico

I nuraghi, grandiose costruzioni megalitiche, divenuti monumenti simbolo della civiltà nuragica, costituiscono la testimonianza più importante della preistoria sarda sia dal punto di vista quantitativo (se ne contano circa 7000 in tutta la Sardegna), che qualitativo, per la particolare tecnica costruttiva basata sulla sovrapposizione a secco di massi enormi e per le documentazioni da essi ricavabili su quella che viene considerata un'epoca di grande splendore del nostro passato.
- Il medioevo

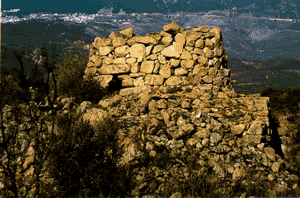
Il nuraghe di Scerì

Appartenne al giudicato di Cagliari e fece parte della curatoria dell'Ogliastra.
Alla caduta del giudicato (1258) passò sotto il dominio dei pisani, e successivamente (1324) degli aragonesi, che lo incorporarono nella contea di Quirra, formatasi nel 1363 e data in feudo dal Re d'Aragona Pietro IV il cerimonioso a Berengario Carroz. Nel 1603 la contea fu trasformata in marchesato e data in feudo ai Centelles e successivamente agli Osorio de la Cueva, ai quali fu riscattato nel 1839 con la soppressione del sistema feudale.

### Simboli
Lo stemma e il gonfalone del comune di Ilbono sono stati concessi con decreto del presidente della Repubblica del

Il gonfalone è un drappo di giallo.

## Società

### Evoluzione demografica
Abitanti censiti

### Lingue e dialetti
La variante del sardo parlata a Ilbono è il campidanese ogliastrino con influssi del barbaricino .

### Tradizione e folclore

#### Le tradizioni: il costume tipico
Il costume femminile

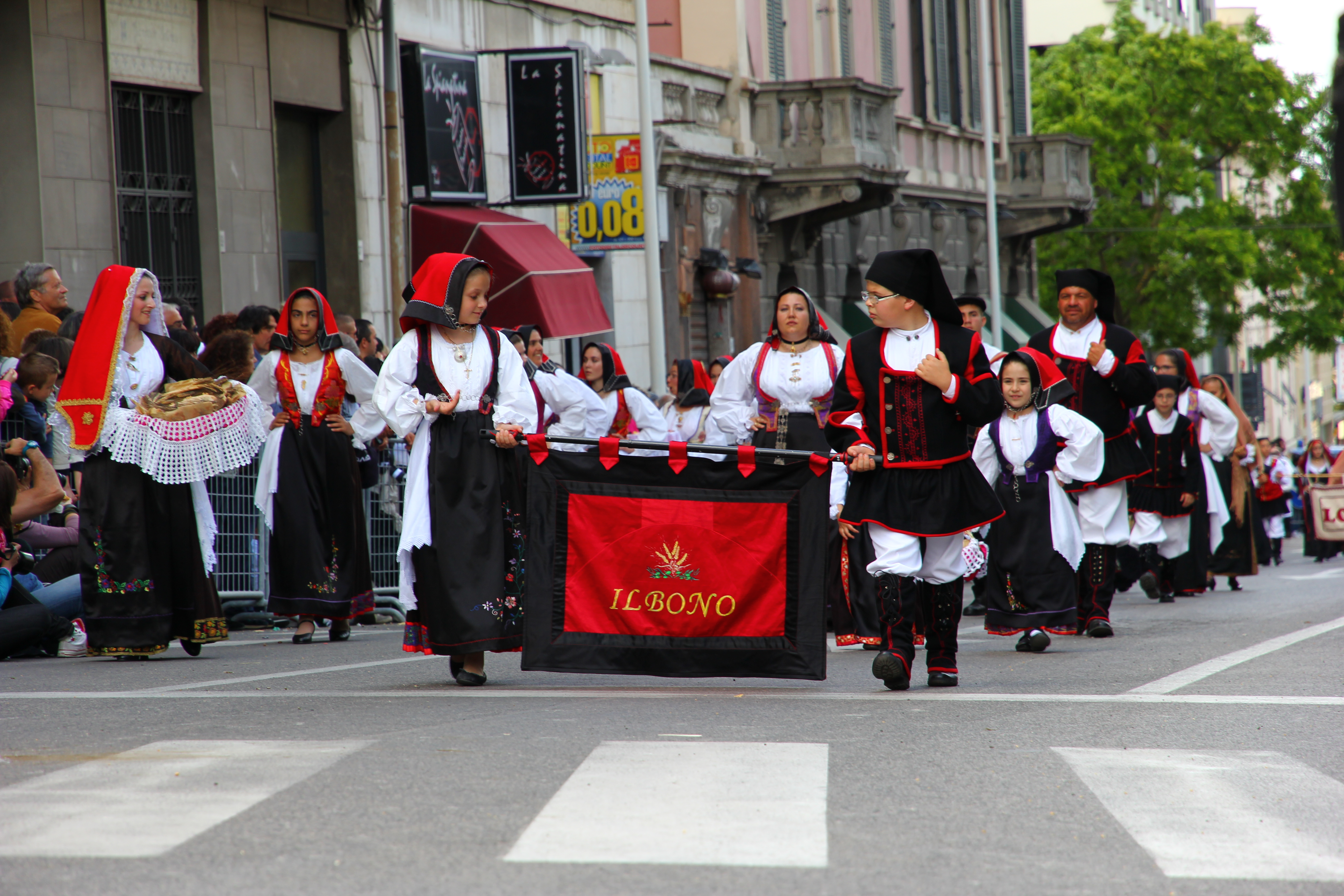
Il costume tradizionale di Ilbono

Una distinzione nel costume femminile era legata al ceto sociale delle persone. Infatti, quelle benestanti usavano un copricapo, “sa mantilla”, in panno rosso bordata di pizzo o nastro di colore diverso, di dimensioni e forme varie. Le persone appartenenti a ceti sociali più modesti, mettevano “su colore”, anche questo in panno rosso, rettangolare col bordo nero: era abbellito da un soggolo in argento lavorato come una catena, tenuta da “is gàncius”. Questi due copricapi erano usati per le occasioni importanti come le feste e i matrimoni; per la quotidianità invece si indossava, come ancora oggi “su panniggeddu” e per andare in chiesa “su sciallu”. Quest'ultimo poteva essere in seta (per le occasioni importanti) o in lana pregiata (Tibet) e ambedue abbelliti dalle frange. Rivedendoli oggi colpisce l'eleganza di questi due capi, sia i colori nero e viola che la finezza del tessuto e l'originalità della spilla in filigrana d'oro -“s'agulla”- che serviva da fermascialle.

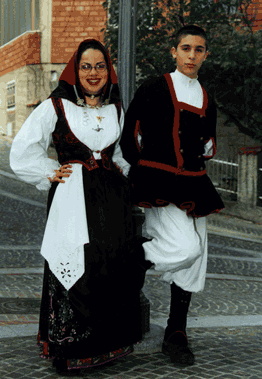
Costume - dettaglio

C'è poi la camicia bianca, di cotone, indumento ricco e appariscente, infatti, è ricamata a mano con vari punti: punto oliva, il punto erba, lo “sfilato”, il punto inglese, il punto pieno e ad intaglio, solitamente è rifinita in pizzo. La camicia viene agganciata da dei bottoni detti “is butones de oro”. Sopra la camicia d'estate si indossava “su cosso” un bolero in seta operata guarnito da passamaneria multicolore, sostituito d'inverno da “su corpetto” sempre in seta ma a maniche lunghe. Col tempo questi due capi sono stati sostituiti nella quotidianità da “su gipone”, un indumento meno importante e più pratico. La gonna, “sa fardeta”, è lunga, pieghettata, solitamente con l'orlo impunturato e abbellito da un nastro con vari disegni. Sotto la gonna è indossata una sottogonna detta “su suntanu”, solitamente in cotone ricamato. Sopra invece si mette un grembiule nero, anch'esso ricamato, con tre pieghe orizzontali a balze, detto “s'antalena”.
Oggi il costume tradizionale si indossa solo in occasione di grandi feste popolari.

## Amministrazione
| Periodo          | Periodo         | Primo cittadino  | Partito                         | Carica  | Note   |
| ---------------- | --------------- | ---------------- | ------------------------------- | ------- | ------ |
| 17 novembre 1996 | 13 maggio 2001  | Giampietro Murru | lista civica                    | Sindaco | [ 6 ]  |
| 13 maggio 2001   | 28 maggio 2006  | Giampietro Murru | lista civica                    | Sindaco | [ 7 ]  |
| 28 maggio 2006   | 15 maggio 2011  | Gilberto Contu   | lista civica                    | Sindaco | [ 8 ]  |
| 15 maggio 2011   | 31 maggio 2015  | Andrea Piroddi   | lista civica "Ilbono Futura"    | Sindaco | [ 9 ]  |
| 31 maggio 2015   | 26 ottobre 2020 | Andrea Piroddi   | lista civica "Parisi Po Irbono" | Sindaco | [ 10 ] |
| 26 ottobre 2020  | in carica       | Giampietro Murru | lista civica "Ilbono laborioso" | Sindaco | [ 11 ] |

## Sport

### Calcio
La principale squadra di calcio della città è G.S. Ilbono Calcio che milita nel girone A sardo di .° Categoria I colori sociali sono: il bianco ed il verde.